# Ellendale (Minnesota)
Ellendale – miasto w Stanach Zjednoczonych, w stanie Minnesota, w hrabstwie Steele.